# كلا غر سارا (مقاطعة فريدونكنار)
كلا غر سارا (بالفارسية: کلاگرسرا) هي منطقة سكنية تقع في مازندران في إيران. يقدر عدد سكانها بـ 450 نسمة .